# Gjepalaj
Gjepalaj là một xã trong quận Durrës thuộc hạt Durrës, Albania. Dân số năm 2005 là 5073 người.